# Teste da comparação do limite
O teste da comparação do limite é um método para classificar séries quanto à convergência. Este teste é uma generalização do teste da comparação.

## Teste da comparação por limite (simples)
Sejam {\displaystyle \sum _{n=1}^{+\infty }a_{n}} e {\displaystyle \sum _{n=1}^{+\infty }b_{n}} séries de termos positivos. Então:
- Se {\displaystyle \lim _{n\to +\infty }{\frac {a_{n}}{b_{n}}}=C}, sendo {\displaystyle C} um número e {\displaystyle 0<C<+\infty }, então:

ambas as séries divergem ou ambas as séries convergem.
- Se {\displaystyle \lim _{n\to +\infty }{\frac {a_{n}}{b_{n}}}=0}, então:

a convergência de  {\displaystyle \sum _{n=1}^{+\infty }b_{n}} implica a convergência de  {\displaystyle \sum _{n=1}^{+\infty }a_{n}}.
- Se {\displaystyle \lim _{n\to +\infty }{\frac {a_{n}}{b_{n}}}=+\infty }, então:

a divergência de  {\displaystyle \sum _{n=1}^{+\infty }b_{n}} implica a divergência de  {\displaystyle \sum _{n=1}^{+\infty }a_{n}};

## Teste da comparação por limite superior
Sejam {\displaystyle \sum _{n=1}^{+\infty }a_{n}} e {\displaystyle \sum _{n=1}^{+\infty }b_{n}} séries de termos positivos. Então:
- Se {\displaystyle \limsup _{n\to +\infty }{\frac {a_{n}}{b_{n}}}<+\infty }, temos que:

a convergência da segunda série implica a convergência da primeira.

## Demonstração
É claro que basta mostrar a segunda versão mais geral do teorema.
Do limite superior temos que existe um {\displaystyle N} tal que
{\displaystyle a_{n}\leq (C+1)b_{n},~~\forall n\geq N}
Aplique o teste da comparação para os somatórios a partir de N e o resultado segue.

## Exemplo
Seja {\displaystyle b_{n}={\frac {1}{n^{3/2}}}} e {\displaystyle a_{n}={\frac {\ln {n}}{n^{2}}}}.
Como {\displaystyle \lim _{n\to +\infty }{\frac {a_{n}}{b_{n}}}={\frac {\ln(n)}{n^{1/2}}}=0}, temos que:
{\displaystyle \sum _{n=1}^{+\infty }{\frac {\ln n}{n^{2}}}} converge pois a série dos {\displaystyle b_{n}} é uma série harmônica generalizada que converge pelo teste da integral.